# Zénith (ballon)
Pour les articles homonymes, voir Zénith.
Le Zénith est un ballon à gaz de 3 000 m3, fabriqué en 1874 par Théodore Sivel, financé par la Société française de navigation aérienne, qui a battu des records avant de causer en 1875 les premiers décès d'aéronautes dus à l'altitude.

## Construction
Conçu par Théodore Sivel, le Zénith est monté et cousu à Pignet, domaine familial de Sivel, avec l'aide des femmes de Sauve dans le Gard, au cours de l'année 1874.

## Vol longue durée Paris - Arcachon
Les  23 et 24 mars 1875, sous l'égide de Paul Bert, le commandant de bord Théodore Sivel, l'ingénieur Joseph Croce-Spinelli, l'aéronaute Albert Tissandier, son frère Gaston Tissandier, rédacteur en chef du journal La Nature et Claude Jobert réussissent un voyage de longue durée (22 h 40), battant tous les records de durée,. Le ballon s'élève à 16 h 20 de Paris et atterrit le lendemain à 17 h à Arcachon.

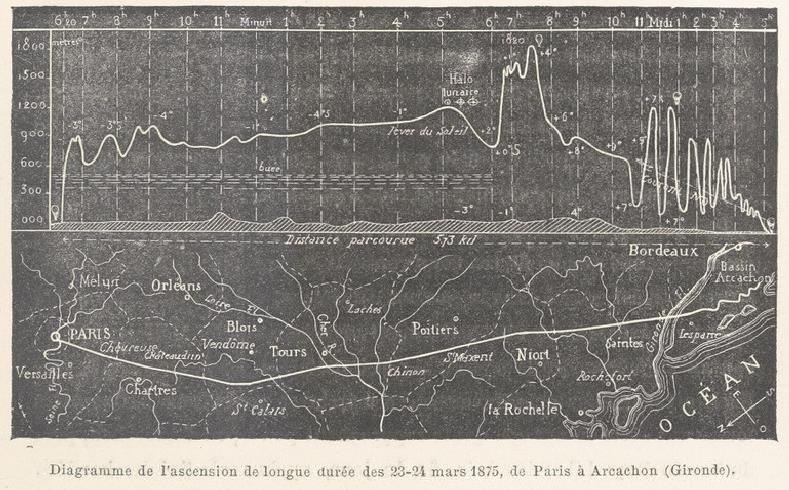
Diagramme du vol de Paris à Arcachon, les 23-24 mars 1875.

Parti de l'usine à gaz de La Villette, correspondant actuellement au no 159, boulevard Macdonald à Paris, l'atterrissage se fait sur la commune de Lanton en Gironde. Ce vol a donné lieu à de nombreuses observations scientifiques, notamment par Croce-Spinelli chargé des observations spectroscopiques, les frères Tissandier de l'étude de la composition chimique de l'air à haute altitude, du dosage des proportions de gaz et de vapeur d'eau dans l'air raréfié, Sivel la direction du ballon et l'aide aux expériences de ses compagnons.

## Deuxième vol et tragédie de Ciron

### Déroulement des faits

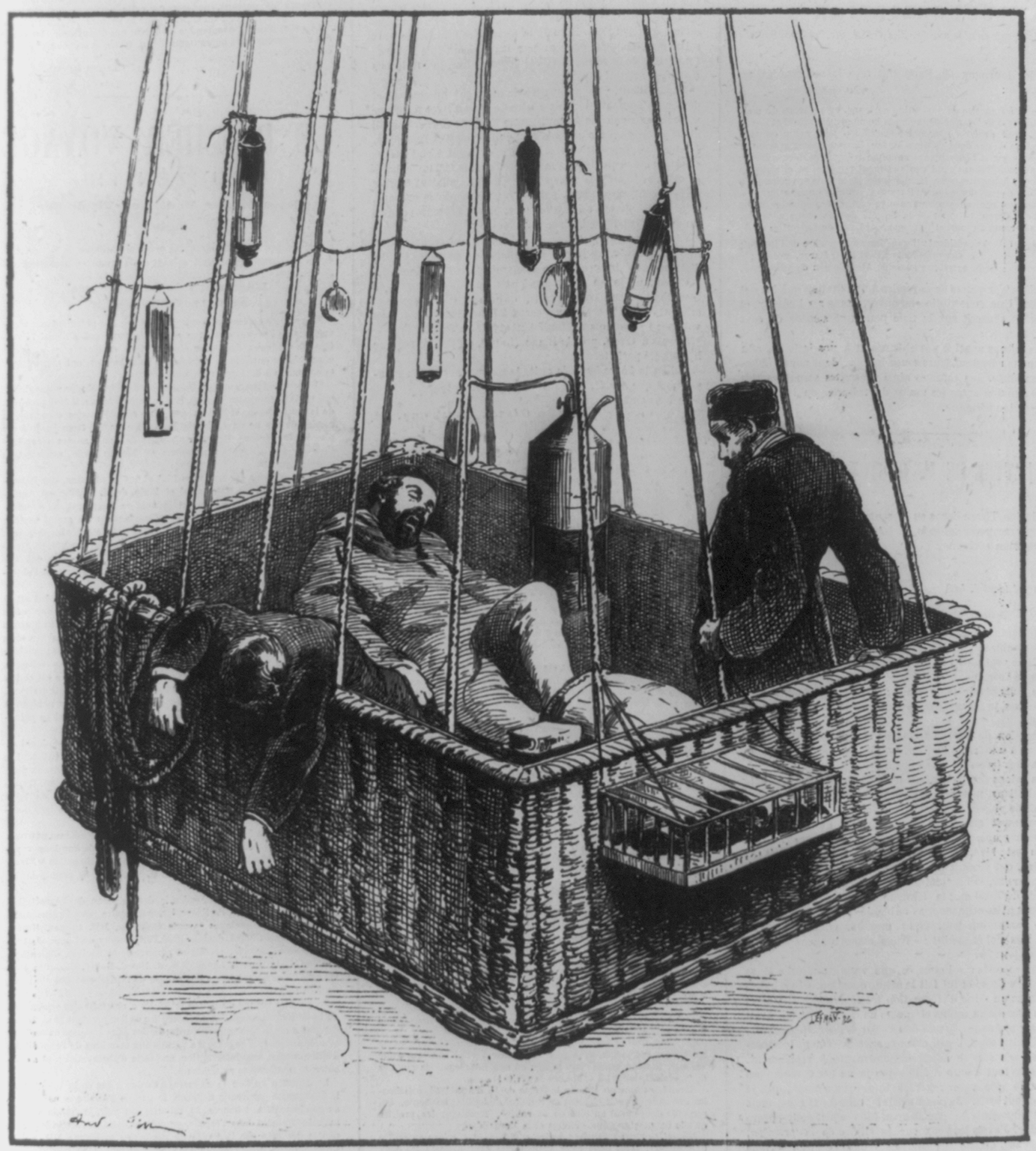
Vue de Joseph Crocé-Spinelli et de Théodore Sivel ayant perdu connaissance par manque d'oxygène, et de Gaston Tissandier, dans la nacelle du Zénith le 11 avril 1875.

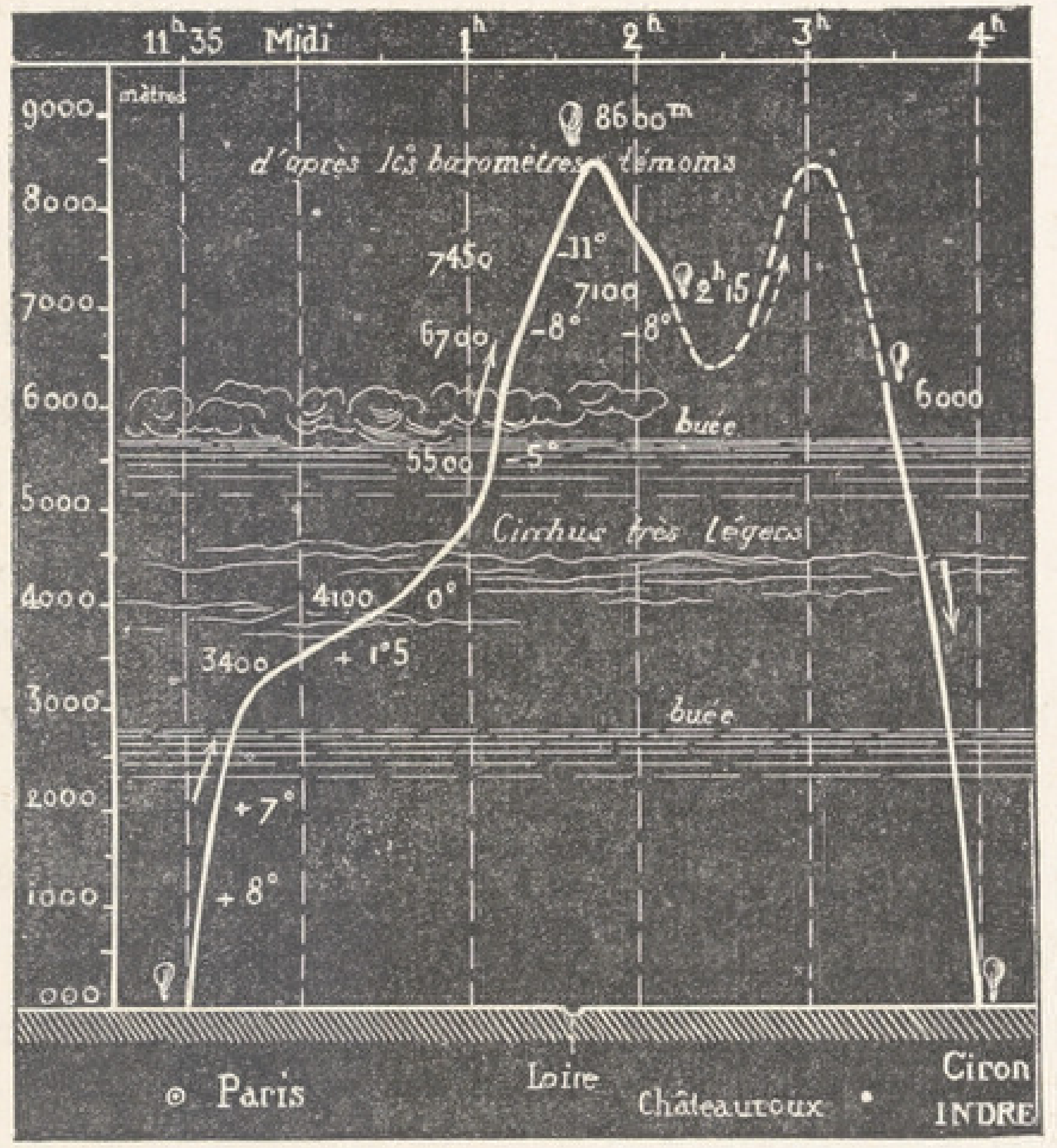
Diagramme de l'ascension de Paris à Ciron (Indre).

Après le gonflage du ballon du Zénith exécuté sous le contrôle d'Adrien Duté-Poitevin, le beau-frère de Sivel, trois aéronautes, Théodore Sivel, Joseph Crocé-Spinelli et Gaston Tissandier se sont envolés à bord de ce ballon près de l'usine à gaz de la Villette, située dans le 19e arrondissement de Paris, le 15 avril 1875 à 11 h 35, dans l'espoir de battre le record de montée en altitude (8 800 m à l'époque) et d'effectuer des observations.
Malgré les malaises ressentis dès les 8 000 m d'altitude, les trois aéronautes décidèrent cependant de poursuivre leur ascension (les enregistreurs montrèrent que le vol avait atteint 8 600 m). Ils perdirent tous connaissance en raison du manque d'oxygène (hypoxie). Seul, Gaston Tissandier réussit à retrouver ses esprits afin de freiner la chute et le ballon réussit à se poser brutalement en s'éventrant contre un arbre mais sans trop de dommages de la nacelle, dans l'après-midi sur le territoire de Ciron (Indre) près du Blanc, à 250 km de Paris, à 16 h. Lui seul survécut – en ayant perdu l'ouïe –, et il décrivit lui-même son aventure et celle de ses compagnons dans La Nature du 1er mai 1875 et dans l'Aéronaute le mois suivant,.
Cette tragédie aurait difficilement pu être évitée car les troubles liés à une altitude supérieure à 8 000 m leur étaient inconnus, même si l'aventure survenue à James Glaisher en 1862 aurait dû leur donner des indications, mais cet aéronaute britannique était entraîné et avait survécu à son vol en haute altitude. Aussi, la lettre de Paul Bert les avertissant de la nécessité d'emporter des réserves d'oxygène plus importantes (les leurs étaient constituées de trois petits ballons de caoutchouc contenant 70 % d'oxygène, et capables d'entretenir la respiration pendant une heure au plus) ne leur parvient pas à temps. La trop grande rapidité d'ascension du Zénith est pour beaucoup dans la catastrophe. Durant la grande guerre, Maurice Dreyfous, qui avait été l'éditeur de Gaston Tissandier, écrira dans un livre de souvenirs que ce grand aéronaute lui aurait révélé certains détails sur la catastrophe du Zénith qu'il avait jusqu'alors volontairement cachés au public. Et l'on apprend que ce serait Sivel, et non Crocé-Spinelli, qui serait à l'origine de la brusque et mortelle remontée du ballon. Celui-ci, qui avait la charge de contrôler à chaque instant sur le baromètre l'altitude du ballon, aurait été victime de sa myopie et aurait cru lire que l'aérostat allait toucher terre. Et c'est lui qui aurait alors lancé par-dessus bord tout ce qui s'était trouvé à sa portée.
Dans tous les dessins de la catastrophe, la forme réelle de la nacelle du Zénith a été remplacée par une nacelle carrée de construction moins grossière et plus avantageuse,. La nacelle authentique sera conservée un temps au conservatoire avant d'être vendue.

### Retentissement et hommages
L’annonce de cette catastrophe connut un certain retentissement en France et à l’étranger et plus de vingt mille personnes suivirent les funérailles de Théodore Sivel et de Joseph Crocé-Spinelli de la gare d'Orléans jusqu'au cimetière du Père-Lachaise à Paris.

#### Monument
Une souscription publique fut ouverte par la Société française de navigation aérienne afin de venir en aide aux familles des victimes ainsi que d'élever à l'endroit de l'atterrissage du ballon, un monument commémoratif. Il est conçu par l'architecte Albert Tissandier (frère de Gaston Tissandier) et se présente sous la forme d'un obélisque en pierre entouré d'une grille, rue de Eglise Saint-Georges à Ciron,. Ce monument est inauguré le 25 mars 1881 puis est inscrit au titre des monuments historiques par arrêté du 4 avril 2017.

#### Salles de spectacle
Les salles de spectacle françaises dénommées Zénith doivent leur nom à ce ballon. En 1981, Jack Lang, alors ministre de la Culture décide de concevoir une salle de grande capacité située à l'extérieur des villes, adaptée au rock et aux musiques populaires, et inaugure le concept « Le Zénith » avec le Zénith de Paris pour remplacer le Pavillon de Paris. La première salle construite est située au Parc de la Villette à l'emplacement du site d'envol, le Ministre de la Culture s’étant inspiré de cet exploit pour dénommer cette structure.

#### Tombe

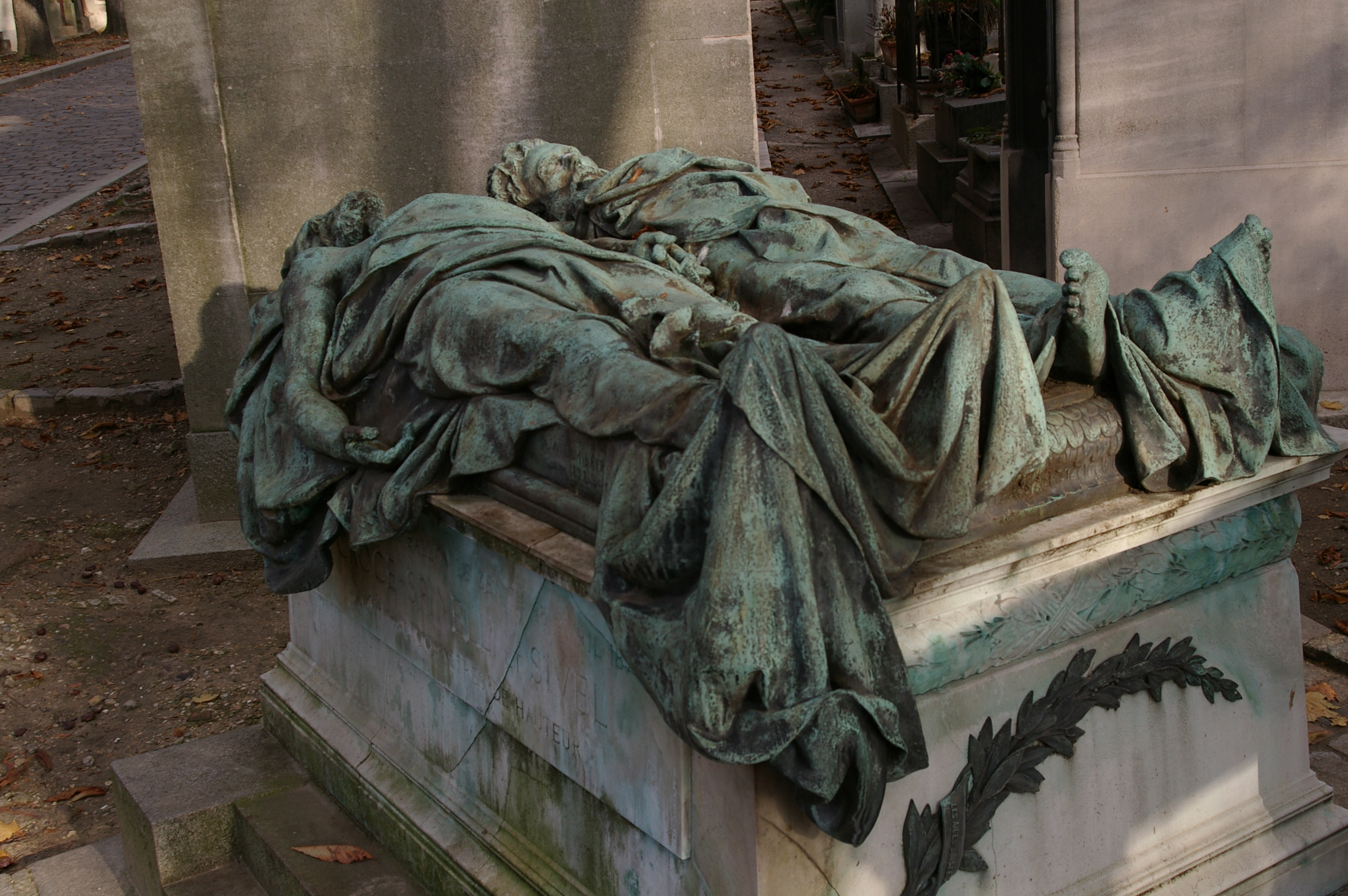
Tombe de Joseph Crocé-Spinelli et de Théodore Sivel.

Les dépouilles de Joseph Crocé-Spinelli et de Théodore Sivel ont été déposées dans une sépulture unique surplombée de leurs gisants allongés sur le dos, côte à côte avec leurs mains entrecroisées. Cet ensemble, situé au cimetière du Père Lachaise à Paris (71e division), est l'œuvre (1878) de l'artiste Alphonse Dumilatre qui les représente tels que les témoins du drame déclarent les avoir trouvés,.

#### Odonymie
Deux voies du 14e arrondissement de Paris, la rue Crocé-Spinelli et la rue Sivel, rendent hommage aux deux victimes de cette catastrophe aérienne.

#### Scène historique et musiques
Des partitions musicales (voix et instrument) pour le théâtre sont publiées peu après la catastrophe, comme celles intitulées Le Zénith (paroles d'Adolphe Perreau, musique de Robert Planquette) ou Les martyrs du Zénith, scène historique (paroles de Julien Fauque, musique de Jules Jacob), qui reste en vente jusqu'en 1901.

#### Poème
Cette ascension et la tragédie qui en fut la conséquence ont inspiré un poème, dénommé Le Zénith, au poète français et futur premier lauréat du prix Nobel de littérature, Sully Prudhomme,.